# Semarang

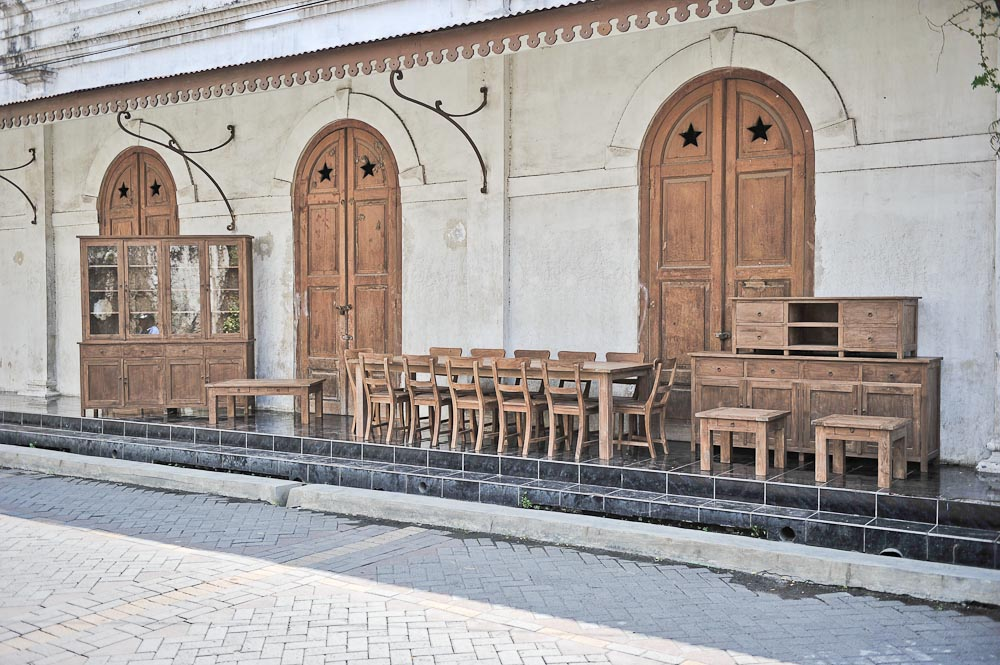

Semarang este un oraș din Indonezia.